# Vincent Croquette
Pour l’article homonyme, voir Croquette (homonymie).
Vincent Croquette, né le 13 avril 1956 à Lille, est un physicien français, spécialiste de biophysique. Il est directeur de recherche CNRS au laboratoire de physique statistique de l'ENS Paris et professeur à l'ESPCI Paris. Il est directeur de l'ESPCI Paris depuis le 1er janvier 2019.

## Biographie
Vincent Croquette nait le 13 avril 1956 à Lille. Il intègre la 94e promotion de l'ESPCI Paris en septembre 1975.
Il prépare une thèse de doctorat en physique à l'Université Pierre et Marie Curie sur les phénomènes chaotiques et non-linéaires. À l'issue de sa thèse, il commence sa carrière au CEA-Saclay où il travaille sur des structures de dissipation hors équilibre et met en évidence divers mécanismes d'instabilité et de transition vers le chaos. Il rejoint ensuite le CNRS et se spécialise en biophysique au sein du laboratoire de physique statistique de l'ENS Ulm avec David Bensimon. Il est l'un des pionniers des méthodes de nanomanipulation des chromosomes à l'échelle de la molécule en France. En 2012, il co-fonde la société Depixus pour développer et commercialiser la technologie des pinces magnétiques pour l'analyse génétique et épigénétique. Cette entreprise innovante commercialise une nouvelle technique de séquençage de l'ADN sur molécule unique fondée sur la détection de blocages lors de la réhybridation d'une molécule sous tension.
Il a déposé 22 brevets pour valoriser ses recherches.
Vincent Croquette est membre du comité de pilotage de la fondation Pierre-Gilles de Gennes pour la recherche.

## Travaux
- Étirement des chromosomes: en 1996, Vincent Croquette et son équipe ont montré la grande élasticité de la chromatine en la manipulant avec des pinces magnétiques et l'importance de ces propriétés physiques dans l'expression du matériel génétique[9].
- Action des topoisomérases: en 2000, l'équipe de Vincent Croquette explique le fonctionnement de l'enzyme topoisomérase qui empêche la formation de nœuds entre les deux brins lors de la réplication de l'ADN en étudiant la réaction à l'échelle d'une molécule[10].
- Collaboration entre la primase et l’hélicase: en étudiant le réplisome du phage T4 au moyen de pinces magnétiques, l'équipe de Vincent Croquette a compris comment la primase et l’hélicase collaborent lors de la réplication de l'ADN tout en travaillant dans deux directions opposées[11].

## Distinctions
Vincent Croquette est lauréat du prix IBM (1990) et du prix spécial de la Société française de physique (2000).
En 2011, il est lauréat d'une bourse de recherche Advanced Grant du conseil européen de la recherche pour son projet "vers la réalisation de pinces magnétiques à haute résolution afin d'étudier les enzymes impliquées dans la réplication et l'identification de la séquence de l'ADN". En 2012, il est lauréat du concours de création d'entreprises innovantes de biotechnologie pour l'environnement. Il reçoit le prix des trois physiciens décerné par l'École normale supérieure en 2016.